# Championnat d'Allemagne d'échecs des clubs
Le Championnat d'Allemagne d'échecs des clubs (en allemand : Schachbundesliga ou ligue fédérale des échecs) est la compétition qui permet de désigner le meilleur club d'échecs d'Allemagne sur une saison. La Erste Bundesliga (Première Bundesliga) représente le niveau le plus élevé, où se dispute le titre de champion d'Allemagne des clubs.
Le championnat féminin existe pour sa part depuis 1991. L'organisation en Première et Deuxième Bundesliga est la même, à la différence que la Deuxième Bundesliga se compose de 36 équipes réparties en trois groupes de 12, avec six joueuses par équipe.
Le championnat allemand est l'un des plus fortes au monde, avec de très forts grands maîtres jouant pour de nombreux clubs.

## Historique de la compétition
Le championnat existe sous sa forme actuelle depuis 1980. Auparavant, il était divisé en quatre groupes. Il regroupe aujourd'hui seize clubs. La deuxième division la plus élevée se nomme la Zweite Bundesliga(deuxième Bundesliga). Quatre groupes de dix équipes, chacune constituée de huit joueurs, s'y affrontent pour tenter de rejoindre la Première Bundesliga. Le joueur détenteur du record du plus grand nombre de parties jouées en Première Bundesliga est Klaus Bischoff.

### Bundesliga

#### Création du championnat
D'après la décision du congrès du DSB à Trèves en 1973, et à l'initiative du directeur sportif du DSB Helmut Nöttger, le championnat d'Allemagne d'échecs des clubs est fondé en 1974. À l'époque, elle est composée de quatre groupes. À la fin de la saison, les vainqueurs de chaque groupe  disputaient un tournoi final.

#### Réforme de 1980
En 1980, la fédération ouest-allemande des échecs (DSB) réforme la Première Bundesliga. Désormais, ce ne sont plus seulement les quatre premiers de chaque groupe qui sont autorisés à la jouer mais seize équipes, qui doivent se rencontrer tout au long de l'année à sept reprises. Quatre équipes, composées de huit joueurs, se rencontrent ainsi le temps d'un week-end pour disputer deux matchs, un le samedi après-midi et l'autre le dimanche matin.
Lors de la première saison de la Bundesliga à groupe unique, les équipes qualifiées étaient les suivantes :
- Qualification du groupe nord:

SG Favorite Hammonia, Hamburger SK, Delmenhorster SK, SV Wilmersdorf
- Qualification du groupe ouest:

Solinger SG 1868, SG Bochum 31, SG Porz, Sportfreunde Katernberg
- Qualification du groupe sud-ouest:

Königsspringer Frankfurt, TSV Schott Mainz, SK Zähringen 1921, SV 1920 Hofheim
- Qualification du groupe sud:

SF Marktheidenfeld, SC 1868 Bamberg, FC Bayern Munich, TB Erlangen

#### Palmarès
| Saison    | Club vainqueur           |
| --------- | ------------------------ |
| 1974/75   | Solinger SG 1868         |
| 1975/76   | SC 1868 Bamberg          |
| 1976/77   | SC 1868 Bamberg          |
| 1977/78   | Königsspringer Frankfurt |
| 1978/79   | SG Porz                  |
| 1979/80   | Solinger SG 1868         |
| 1980/81   | Solinger SG 1868         |
| 1981/82   | SG Porz                  |
| 1982/83   | FC Bayern Munich         |
| 1983/84   | SG Porz                  |
| 1984/85   | FC Bayern Munich         |
| 1985/86   | FC Bayern Munich         |
| 1986/87   | Solinger SG 1868         |
| 1987/88   | Solinger SG 1868         |
| 1988/89   | FC Bayern Munich         |
| 1989/90   | FC Bayern Munich         |
| 1990/91   | FC Bayern Munich         |
| 1991/92   | FC Bayern Munich         |
| 1992/93   | FC Bayern Munich         |
| 1993/94   | SG Porz                  |
| 1994/95   | FC Bayern Munich         |
| 1995/96   | SG Porz                  |
| 1996/97   | Solinger SG 1868         |
| 1997/98   | SG Porz                  |
| 1998/99   | SG Porz                  |
| 1999/2000 | SG Porz                  |
| 2000/01   | Lübecker SV              |
| 2001/02   | Lübecker SV              |
| 2002/03   | Lübecker SV              |
| 2003/04   | SG Porz                  |
| 2004/05   | Werder Bremen            |
| 2005/06   | OSG Baden-Baden          |
| 2006/07   | OSG Baden-Baden          |
| 2007/08   | OSG Baden-Baden          |
| 2008/09   | OSG Baden-Baden          |
| 2009/10   | OSG Baden-Baden          |
| 2010/11   | OSG Baden-Baden          |
| 2011/12   | OSG Baden-Baden          |
| 2012/13   | OSG Baden-Baden          |
| 2013/14   | OSG Baden-Baden          |
| 2014/15   | OSG Baden-Baden          |
| 2015/16   | SG Solingen              |
| 2016/17   | OSG Baden-Baden          |
| 2017/18   | OSG Baden-Baden          |
| 2018/19   | OSG Baden-Baden          |
| 2019/20   | OSG Baden-Baden          |
| 2020/21   |                          |
| 2021/22   | OSG Baden-Baden          |
| 2022/23   | OSG Baden-Baden          |
| 2023/24   | SC Viernheim             |

### Bundesliga féminine
La Bundesliga féminine est inaugurée en 1991, après la réunification allemande. Les six meilleures équipes de la ligue supérieure de l'ex-RDA étaient têtes de série: le Rotation Berlin (de), le SpVgg 1899 Leipzig, le Motor Weimar, le SV Chemie Guben (de), le PSV Dresden, et le VdS Buna Halle (de). Six équipes des länder de l'ancienne République fédérale d'Allemagne ont aussi été retenues : le Krefelder Schachklub Turm 1851 (de) (pour la Rhénanie-du-Nord-Westphalie), le SG Lasker Steglitz-Wilmersdorf (de) (pour la Basse-Saxe, Brême et Berlin), Hamburger SK (pour Hambourg et le Schleswig-Holstein), le SC Bessenbach (pour la Bavière et le Bade-Wurtemberg), le TSV Schott Mainz (de) (pour le Bade et la Rhénanie-Palatinat), le SV 1920 Hofheim (de) (pour la Hesse et la Sarre).
Une équipe s'est imposée dans les débuts de la ligue féminine : le SG Elberfelder (de). Promu la saison suivant le lancement de la Bundesliga féminine, ce club la remporte pendant six saisons consécutives, avant de se retirer de la compétition en 1999.

## Forme organisationnelle

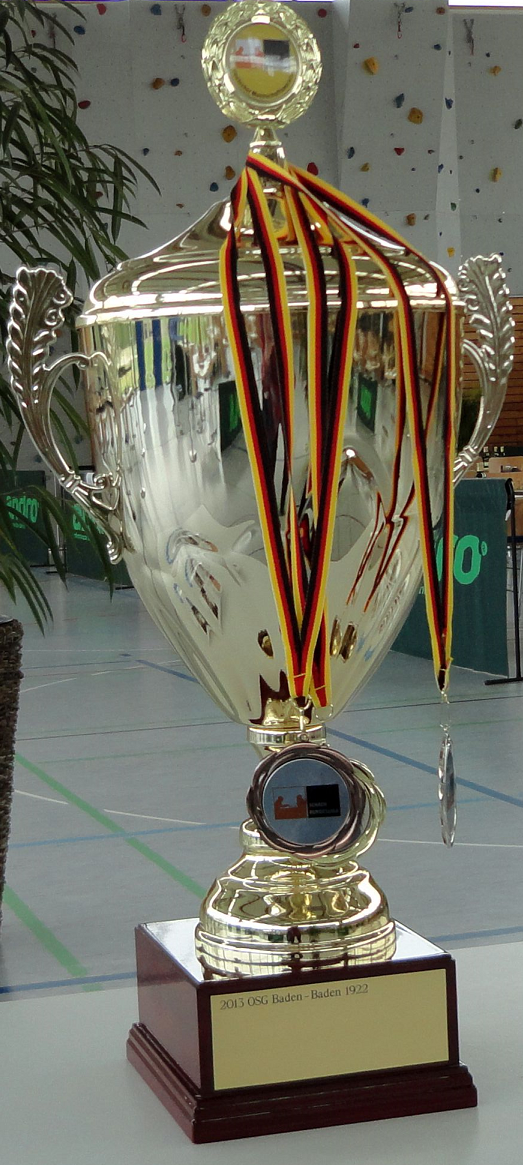
Coupe 2013

La fédération allemande des échecs (DSB)  était à l'origine seule responsable des règlements et de l'administration de ce tournoi, qu'elle avait créé. Il se créera plus tard un comité, composé de trois représentants des clubs et autant de la fédération.
Le 3 février 2007, la Schachbundesliga e. V. est fondée à Berlin afin de mieux commercialiser le championnat. La DSB est membre de cette nouvelle association dont Christian Zickelbein prendra la présidence en tant que fondateur, et auquel Markus Schäfer succède à partir de juin 2009.
Depuis la saison 2008/09, la Ligue allemande des échecs est chargée d'organiser et de commercialiser "le championnat national d'échecs le plus fort du monde".
Les jours de match de la Ligue allemande d'échecs sont exclusivement le week-end. Une seule exception peut survenir dans la saison pour porter ce total à huit compétitions, qui a alors lieu un vendredi. Tous les coups des 960 matchs joués chaque saison doivent être diffusés en direct sur Internet, sur la page d'accueil de la Ligue allemande d'échecs. A la fin de chaque saison, une équipe est sacrée championne d'Allemagne et quatre équipes sont reléguées en Deuxième Bundesliga.
Chaque équipe est composée de 16 joueurs, et jusqu'à deux jeunes (moins de 20 ans) supplémentaires peuvent être inscrits par équipe. Il n'y a aucune restriction sur les étrangers. Depuis la saison 2014/2015, chaque joueur dispose de 100 minutes pour les 40 premiers coups et 50 minutes pour terminer la partie. Dès le premier coup, chaque joueur reçoit un incrément de 30 secondes par coup jusqu'à la fin de la partie.

## Coûts
Vers 1990, les coûts annuels d'organisation de la Bundesliga s'élevaient à environ un million de Deutsche Mark, entièrement à la charge des clubs participants.
En 2011, Christian Zickelbein, président de la Bundesliga, chiffre le budget total des 16 clubs de Bundesliga à 1 million d'euros par saison. Les deux meilleurs clubs, l'OSG Baden-Baden et le Werder Brême représentent alors chacun environ 200 000 euros.

## Liens externes

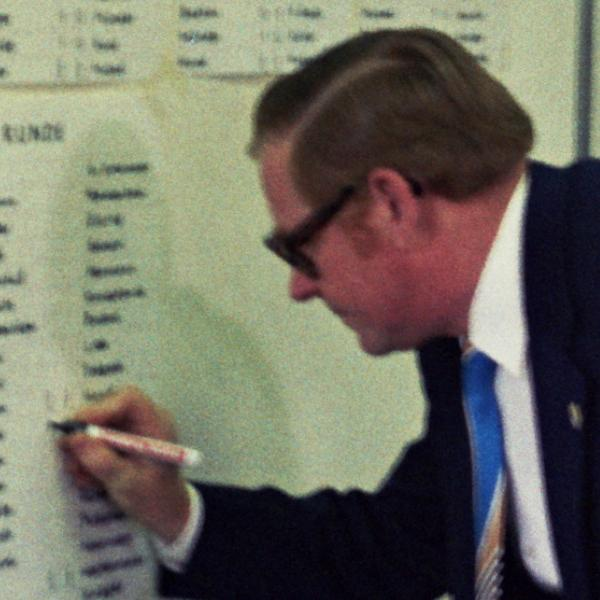
Helmut Nöttger en 1974